# 松藤史恩
松藤 史恩（まつふじ しおん、2008年4月15日 - ）は、東京都出身の子役。O:pa Le Coeur（オーパ・ル・クール）所属。

## 人物
血液型AB型。
趣味は大声で歌う事、歌舞伎鑑賞。特技は歌舞伎、日舞、テコンドー。

## 出演作品

### テレビドラマ
- 水曜ミステリー9 / 駐在刑事（テレビ東京）
- 木曜ドラマ / ドクターX〜外科医・大門未知子〜（テレビ朝日）
- 相棒（テレビ朝日）
- 木曜ドラマF / 江戸モアゼル〜令和で恋、いたしんす。〜（2021年、読売テレビ）
- 水曜ドラマ / 家庭教師のトラコ 第2話（2022年、日本テレビ）
- 連続テレビ小説 / どうする家康 第14話（2023年、NHK） - ガキ大将
- 水ドラ25 / 推しを召し上がれ〜広報ガールのまろやかな日々〜 第3話（2024年、テレビ東京） - 乳酸菌
- 仮面ライダーガッチャード 第30話（2024年、テレビ朝日） - 御厨創
- スカイキャッスル（2024年、テレビ朝日） - 夏目健作 役[2]
- 僕達はまだその星の校則を知らない 第3話（2025年7月28日、関西テレビ・フジテレビ） - 芥川将司 役[3]

### テレビ番組
- ワールド極限ミステリー（TBS）
- 世界で一番怖い答え（フジテレビ）
- JAPANGLE（NHK Eテレ）
- 消えた天才（TBS）
- ぐるぐるナインティナイン（日本テレビ）
- 痛快TV スカッとジャパン（フジテレビ）
- 優しい人なら解ける クイズやさしいね（フジテレビ）
- パンドラ JBナイツ（BS）
- 天才てれびくんhello,（2020年、NHK Eテレ） - 「最新トレンド流行クラブ」のメンバー
  - 天才てれびくんhello,「ギュナイとみやぞんポップなSF物語」
- オオカミ少年（2021年 - 2022年、TBS） - 生徒
- いざわ・ふくらの解けば解くほど賢くなるクイズ（2022年、日本テレビ）

### 映画
- 初恋〜お父さん、チビがいなくなりました（2019年、クロックワークス）
- アタシ、キレイ?（2021年） - 春人（幼少期）
- 死刑にいたる病（2022年、クロックワークス） - 金山一輝（幼少期）
- 長編ドキュメンタリー映画「EITARO」（2022年） - 若き日の栄太郎
- 近江商人、走る!（2022年、ラビットハウス） - 音吉
- #マンホール（2023年、ギャガ） - 深淵のプリンス
- 雑魚どもよ、大志を抱け!（2023年、東映ビデオ） - 星正太郎
- 658km、陽子の旅（2023年、カルチュア・パブリッシャーズ） - 水野健太
- 瞼の転校生（2023年） - 主演：岩田裕貴
- さよならモノトーン（2023年、らんくう） - 壮吾

### 配信ドラマ
- おやじキャンプ飯 第3話（2020年、Amazon Prime） - 川端ヒカル
- ママのいない日（2022年 - 2023年）

### CM
- キリンビバレッジ
- 牛乳石鹸共進社
- 朝日新聞
- ソフトバンク
- スウィン
- マツダ
- 聖教新聞社
- タカラトミー
  - 「アニア合体恐竜探検島」
  - 「ビックフォールマウンテン」
  - 「アニア王国」
- 学研ホールディングス
- 江崎グリコ
- アフラック生命保険
- ブシロード 「カードファイト!! ヴァンガード」
- バンダイナムコエンターテインメント 「太鼓の達人 20周年記念新CM」
  - 「太鼓の達人 20周年記念新PV『響け!! ずっと未来へ!!』」
- ソニー 「ブラビア」（2022年）

### VP
- GMOクリック証券
- 積水化学工業
- Amazon JAPAN
- 三井住友カード
- 小学館 「ドラゼミ」
- 進研ゼミ
- 早稲田アカデミー
- スクウェア・エニックス 「ファイナルファンタジー」
- カラオケ本舗

### WEB
- 長崎がんばらんばチャンネル「ママのいない日 / パパのいない日」（2022年）
- オフィスコーポレーション（2023年）